# Taşkent
Pour la capitale de l’Ouzbékistan, voir Tachkent.
Taşkent est une ville et un district de la province de Konya dans la région de l'Anatolie centrale en Turquie.